# Googolplex
Il googolplex è un numero naturale estremamente grande. È impossibile esprimerlo in notazione decimale, in quanto è composto da un numero di cifre pari a 1 seguito da un googol di zeri, ovverosia da 1 seguito da 10 miliardi di miliardi di miliardi di miliardi di miliardi di miliardi di miliardi di miliardi di miliardi di miliardi di miliardi di zeri, e quello sarebbe solo il suo numero di cifre, non la quantità che esprime, che è immensamente più grande.
In notazione scientifica lo si può scrivere come tetrazione: {\displaystyle 10^{10^{10^{2}}}}, oppure in maniera più immediata come potenza: 10googol.
Il googolplex fu introdotto da Edward Kasner, che aveva precedentemente definito il googol, ed è uno dei numeri più grandi a cui si sia dato un nome, dopo il numero di Graham ed il megistone.

## Storia
Nel 1920, il nipote di nove anni di Edward Kasner, Milton Sirotta, coniò il termine googol, che è uguale a 10100, e poi propose l'ulteriore termine googolplex come "uno, seguito da tanti zeri finché non ti stanchi di scrivere". Kasner decise di adottare una definizione più formale e lo standardizzò a 1010100.

## Grandezza

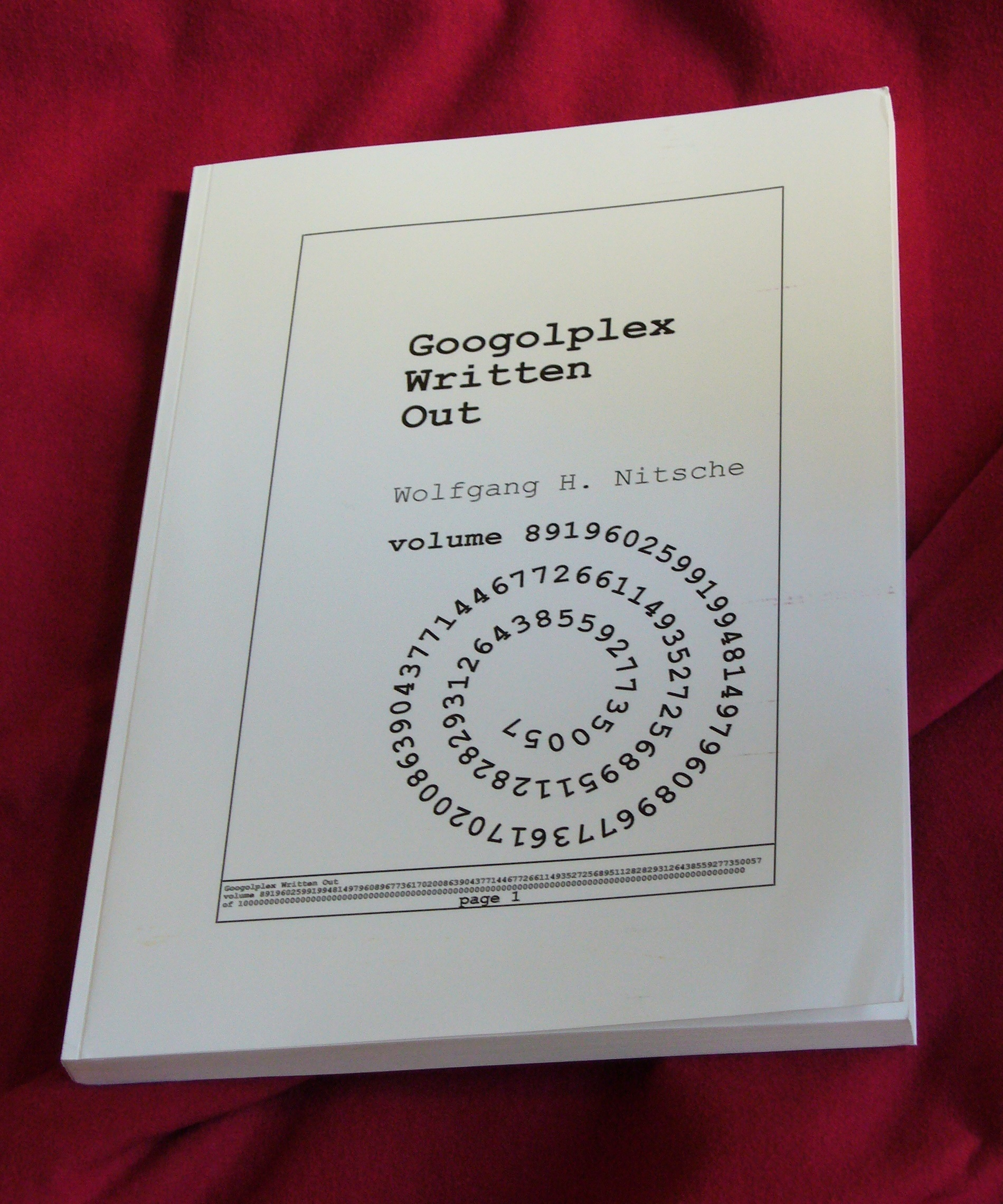
Volume 1 della collana di libri Googolplex written out

È difficile avere un'idea di quante cifre abbia il googolplex, basti pensare che l'esponente da dare a 10, il googol, ne ha 101 di cifre.
Se si decidesse di scrivere per intero 1 googolplex, opera parzialmente compiuta in maniera digitale dalla collana di libri Googolplex written out, sarebbe necessario che la collana conti 1094 volumi, ognuno dei quali composto da 400 pagine ricolme esclusivamente di zeri. Se si stampasse questa collana (considerando di circa 100 g la massa di un volume) la massa totale sarebbe di 1093 kg. Per confronto, la massa della Terra è circa 1024 kg e quella dell'universo è stimata in 1052 kg.
Dunque non è materialmente possibile scrivere il googolplex in notazione decimale, in quanto il suo numero di cifre supera il numero di Eddington, il numero che rappresenta la quantità di particelle elementari presenti nell'intero universo, che sono stimate essere tra le 1079 e le 1081. La conseguenza di questo è il fatto che neanche se ogni singola particella dell'universo fosse convertita in carta e inchiostro o memoria magnetica sarebbe possibile trascrivere questo numero. Ammettendo che fosse comunque possibile salvare l'elenco delle cifre che compongono un googolplex, anche il più potente computer oggi disponibile necessiterebbe di circa 3×1085 anni per farlo, maggiore dell'età dell'universo, stimata in 1010 anni.
Persino nella sua immensità, d'altronde, il googolplex non è paragonabile ad altri numeri estremamente grandi, quali il megistone e il numero di Graham. Nella matematica pura, esistono diversi metodi di notazione per rappresentare grandi numeri, come la tetrazione, la notazione a frecce di Knuth, la notazione Steinhaus-Moser o la notazione a frecce concatenate di Conway.